# Nedelinska katastrofa
Nedelinska katastrofa se je zgodila se je 24. oktobra 1960 na kozmodromu Bajkonur pri preizkušanju prototipa medcelinske balistične rakete Sovjet R-16. Ko je bil prototip rakete na izstrelitveni ploščadi pripravljen za testni polet, je prišlo do prehitrega vžiga druge stopnje motorjev in raketo je razneslo. V nesreči je umrlo veliko vojaškega osebja, tehnikov ter inženirjev. Po uradnih podatkih je umrlo 78 ljudi, vendar so jih po zadnjih ugotovitvah našteli 126. Med žrtvami je bil tudi vodja projekta maršal Mitrofan Nedelin, po katerem se nesreča tudi imenuje.

## Ozadje
Raketo R-16, prvo medcelinsko balistično raketo v Sovjetski zvezi, je razvil znanstvenik Mihael Jangelj. Oktobra leta 1960 se je gradnja rakete bližala koncu. Nedelin in Jangelj sta upala, da bosta končala z gradnjo in preizkusi pred 7. novembrom, obletnico oktobrske revolucije. Prototip rakete je bil pripravljen na lansirni rampi 41 v kozmodromu Bajkonur in številni preizkusi, ki so bili potrebni pred izstrelitvijo, so se odvijali po načrtih.

## 23. oktober
23. oktobra je bil prototip rakete R-16 končan. Potekali so še zadnji preizkusi pred vzletom. Raketa je bila dolga več kot 30 m, imela je 3 m premera in bila težka 141 ton. Gorivo za raketni pogon je bila dušikova kislina; imenovali so jo tudi hudičev strup, saj je zelo jedka in strupena. Pri zgorevanju nastaja strupen plin, vendar ima zelo veliko potisno silo. Vsi varnostni postopki in tveganja so bila upoštevana, vendar je tehnik, pri pripravi rakete za izstrelitev, pretrgal pirotehnične membrane cevi za dotok goriva v zgorevalno komoro. Čeprav to ni bilo takoj nevarno, bi zaradi jedkosti goriva popustile cevi in čez dva dni bi gorivo lahko poškodovalo raketo R-16. Nedelin je bil v dilemi. Lahko bi izčrpali gorivo in popravili napako, kar bi prestavilo izstrelitev za nekaj tednov ali pa nadaljevali s pripravami na izstrelitev. Odločili so se, da bodo izstrelili raketo brez popravila, zato so se začeli pospešeno pripravljati. Nekatere komponente rakete so se testirale na dan izstrelitve.

## 24. oktober
Izstrelitev rakete je bila načrtovana za 24. oktober ob 19:30. Zaradi velikega obsega del so nekatera dela potekala istočasno. Ker je bil Nedelin nepotrpežljiv zaradi zamude, je zapustil opazovalnico in vojaške dostojanstvenike ter se vrnil na izstrelitveno ploščad, da bi si ogledal, kako potekajo priprave rakete.
V okviru izstrelitvenih postopkov je bil nastavljiv tokovni regulator nastavljen na nastavitev po izstrelu, moral pa bi biti na predizstrelitveno nastavitev. Regulator je s časovnimi električnimi impulzi kontroliral vžig, zagon raketnega motorja, nadzoroval ločitev pirotehničnih membran in stopenjsko ločitev med letom. Napačno nastavitev je opazil inženir in nastavil števec regulatorja na nič. Ker so bili varnostni sistemi v času testiranja onesposobljeni in je imela raketa tudi svoje napajanje za vžig, je inženir z resetiranjem števca zagnal drugo stopnjo motorjev.
Druga stopnja motorjev se je v trenutku zagnala. Plameni so bruhnili v rezervoarje za gorivo prve stopnje in vse skupaj je eksplodiralo. Ljudje, ki so bili v neposredni bližini rakete, so zgoreli, tisti ki so bili malo dlje, pa so se zastrupili s strupenimi plini. Vse skupaj so posnele tudi kamere, ki so bile postavljene okoli izstrelitvene ploščadi.
Andrej Saharov je opisal mnoge podrobnosti nesreče. Ko so se zagnali motorji, je večina osebja hotela steči stran, vendar 
so bili ograjeni z varnostno ograjo. Čez nekaj trenutkov so jih zajeli ognjeni plameni gorečega goriva. Umrlo je 126 članov raketnega osebja, med njimi je bil tudi Nedelin. Preživel pa je znanstvenik Mihael Jangelj ki je ravno takrat šel v bunker na cigareto . 84 vojakov in častnikov je pokopanih v skupni grob v mestnem parku Leninsk.

## Posledice
O dogodkih 24. oktobra je Nikita Sergejevič Hruščov nemudoma uvedel popolno tajnost. V sporočilu za javnost je dejal, da je Nedelin in vseh 125 članov raketnega osebja umrlo v letalski nesreči. Hruščov je ukazal Leonidu Brežnjevu, da sestavi komisijo, ki bo raziskala vzrok nesreče. Poleg vzrokov za nesrečo je komisija ugotovila, da je bilo na izstrelišču prisotno več osebja kot je bilo potrebno. Mnogi bi morali biti v bunkerjih.
Brežnjev je za razliko od Hruščova poudarjal, da komisija ne namerava kaznovati saj so bili krivi že kaznovani. Kasneje je Hruščov vprašal Mihaela Jangelja: »Ampak zakaj ste vi preživeli?« Yangel je odgovoril z drhtečim glasom: «Šel sem na cigareto. Vse je moja krivda« («Отошел покурить. Во всем виноват я»). Kasneje je doživel infarkt in ni delal več mesecev. 
Po predstavljenem poročilu so januarja 1961 raketni program R-16 nadaljevali. Novembra istega leta so uspešno opravili tudi prvi polet. Zaradi zakasnitve programa R-16 je spodbudilo ZSSR k razvoju učinkovitejših notranjecelinskih balističnih raket in odločitev Hruščova za namestitev raket na Kubi. Pred nesrečo je imel Jangelj namen Sergeja Koroljeva imenovati za vodjo vesoljskega programa s posadko, vendar so ga dali v program R-16.
Spomenik v spomin na mrtve so postavili v bližini Bajkonur, ki ga pred vsakim vzletom obiščejo uradniki Ruske vesoljske agencije.

## Uradne potrditve
Sporočilo za javnost je navajalo, da je Nedelin umrl v letalski nesreči med izvajanjem tajne misije. Italijanski časopis Continentale je iz tajnih virov prvič poročal 8. decembra 1960, da so bili maršal Nedelin in 100 drugih ljudi ubiti v eksploziji rakete.  16. oktobra 1965 je v časopisu The Guardian bil objavljen podroben potek nesreče, ki jo je opisal ujeti vohun Oleg Penkovski. Leta 1976 je izgnani znanstvenik Žores Medvedev predložil dodatne podrobnosti, ki so bile objavljene v Britanskem časopisu New Scientist. 16. aprila 1989 je Sovjetska zveza prvič objavila dogodke v časopisu Ogoniok